# Головановы
 Головановы — деревня в Кировской области. Входит в состав муниципального образования «Город Киров»

## География
Расположена на расстоянии примерно 10 км по прямой на запад от железнодорожного вокзала станции Киров недалеко от железнодорожной линии Котласского направления.

## История
Известна с 1671 года как починок Семакинский с 2 дворами, в 1764  (Сематовский) 33 жителя, в 1802 5 дворов. В 1873 году здесь (починок Салатовский или Головины, Сематовская) было дворов 7 и жителей 38, в 1905 (Сематовский или Головановы) 8 и 58, в 1926 (деревня Головановы или Ворсинский) 11 и 63, в 1950 14 и 61, в 1989 1 постоянный житель. Административно подчиняется Октябрьскому району города Киров.

## Население
Постоянное население составляло 5 человек (русские 100%) в 2002 году, 6 в 2010.